# Guerra da Barba
A Guerra da Barba ocorreu entre França e Inglaterra, entre os anos de 1152 e 1153.
O barbado rei Luis VII de França casou-se com Eleanor, filha de um duque francês, e recebeu duas províncias no Sul do país como dote. Ao voltar das Cruzadas, o rei Luís raspou a barba. Eleanor não gostou, mas ele se recusou a deixar a barba crescer novamente. Eleanor se divorciou e casou-se com o rei Henrique II, da Inglaterra, exigindo a devolução das duas províncias. Luís não quis entregá-las e a guerra começou.